# Арест азербайджанских журналистов (1911)
Арест азербайджанских журналистов — события, произошедшие 19 марта (1 апреля) 1911 года, когда в Баку царская полиция и жандармерия провели обыски в редакциях газет и арестовали ряд азербайджанских журналистов.

## Событие
Во время праздника Навруз, 19 марта (1 апреля) 1911 года, царская жандармерия, под предлогом «пропаганды панисламизма», провела обыски в редакциях азербайджанских газет в Баку и арестовала несколько журналистов. Среди арестованных были: владелец и издатель газеты «Ени хагигат» Орудж Оруджов и главный редактор Мухаммедсадык Ахундов; владелец, издатель и главный редактор газеты «Седа» Хашим бек Везиров, а также сотрудники этой газеты Джафар Бюньядзаде, Пиргулу Мурсалов и Абдуррахман Хайбулов (Сероглазов); владелец журнала «Ени фуюзат» Алипаша Гусейнзаде и его главный редактор Ахмед Камал бек; владелец и главный редактор журнала «Шехаби-сагиб» Алиаббас Муталлибзаде. Из документов Бакинской губернской жандармерии от 22 марта (4 апреля) 1911 года (№ 1811) становится известно, что вскоре также был арестован известный журналист Гаджи Ибрагим Касымов.
Одновременно с арестами прошли обыски в домах арестованных, редакциях газет и журналов, типографиях и книжных магазинах. Были изъяты большие объёмы письменных материалов, сотни газет и журналов из редакций, типографий и из продажи.
Причиной арестов стали некоторые статьи, опубликованные в газетах «Гюнеш» и «Ени хагигат» и в журнале «Ени фуюзат». Среди этих статей были: «Гюнеш закрылся» («Ени хагигат», № 1, 21 января 1911), «Отдел прессы» (№ 5, 26 января 1911), «Европейцы и охота» (№ 24, 20 февраля 1911), «События в Иране» (№ 36, 7 марта 1911), "Замыслы газеты «Новое время» (№ 38, 8 марта 1911), «Против мусульман» (№ 39, 13 марта 1911); а также «Иран и Турция» («Гюнеш», № 49, 24 октября 1910) и другие. Эти статьи использовались для обвинения журналистов в панисламизме.
В своём труде «Материалы по истории тюркской прессы на Кавказе» Мирза Шариф Мирзаев, работавший в Кавказском цензурном комитете в качестве цензора по местным и восточным языкам, опубликовал отчёты Тифлисского губернского жандармского управления и Кавказского комитета по делам прессы, направленные наместнику Кавказа.
Сначала заключённые находились в Бакинской тюрьме, а с 24 марта (6 апреля) — в Баиловской тюрьме. В процессе расследования некоторые заключённые были освобождены за отсутствием доказательств их «преступной деятельности». Первым из Баиловской тюрьмы 4 (17) апреля 1911 года был освобождён Абдуррахман Сероглазов из газеты «Седа». 9 (22) апреля освобождены Пиргулу Мурсалов и Джафар Бюньядзаде, а 14 (27) апреля — Хашим бек Везиров и Алиаббас Муталлибзаде. Однако после освобождения они продолжили подвергаться преследованиям со стороны жандармерии. Позже Алиаббас Муталлибзаде вспоминал об этих событиях:

19 марта (1 апреля) 1911 года «Шехаби-сагиб» был закрыт, и той же ночью жандармы нагрянули ко мне домой и арестовали меня... Меня судили, приговорили к 15 дням ареста и штрафу в размере 25 рублей... После 25 дней в Байловской тюрьме 14 (27) апреля я был освобождён.— Алиаббас Музниб, 
16 (29) апреля 1911 года Бакинское губернское жандармское управление запросило у бакинского градоначальника дополнительное время для завершения расследования дел Алипаши Гусейнзаде, Оруджа Оруджова, Мухаммедсадыка Ахундова и Ахмеда Камала. В итоге дело Ахундова было закрыто, и он был освобождён 12 мая (25 мая) 1911 года. Оставшиеся заключённые провели под следствием до трёх месяцев. Последнее постановление по их делу было передано градоначальнику Баку. По указанию наместника Кавказа графа Иларионa Воронцова-Дашкова, Ахмед Камал был навсегда выслан за пределы империи, а Орудж Оруджов, управляющий и издатель газеты «Ени хагигат», и редактор журнала «Ени фуюзат» Алипаша Гусейнзаде были приговорены к пятилетней ссылке за пределы Кавказа. Гусейнзаде был сослан в Астрахань, а Оруджов — в Царицын.

### Суд над Алиаббасом Мюзнибом
Причиной закрытия газеты «Хилал» уже с первого номера (18 (31) декабря 1910 года), Алиаббаса Мюзниба, издававший её с 1910 года стали его статья «Что нам делать» и стихотворение «Экинчи». Игнорируя решение цензуры о закрытии «Хилал», Мюзниб выпустил второй номер газеты (25 декабря (7 января) 1910 года), где также появились несколько острых публицистических статей, направленных против национального колониального угнетения царизма. В результате вся партия газеты была конфискована полицией. В начале 1911 года было выпущено ещё три номера газеты, после чего «Хилал» был окончательно закрыт полицией 19 января (1 февраля) 1911 года. Дело по газете «Шехаби-сагиб» рассматривалось в суде 31 января (13 февраля) 1912 года, а по делу «Хилал» — 27 января (11 марта). По решению суда Тифлисская судебная палата, основываясь на статье 129 Уголовного кодекса, приговорила Алиаббаса Мюзниба к пожизненной ссылке в Сибирь за «призыв народа к восстанию против государства».

## Реакция
На следующий день после события бакинская и тбилисская пресса осветила происшедшее. Газеты и журналы «Кавказ», «Мшак», «Баку», «Бакинец», «Каспий», «Ени Иршад», «Ишыг», «Молла Насреддин» и другие опубликовали информацию об арестах.
В Баку в газете «Ишыг» издатель Мустафа бек Алибеков в статье «Кризис руководства» (№ 10, 26 марта 1911 года), выразил мнение, оправдывающее действия царского правительства:

Если они виновны, почему они стали виновными, не действуя должным образом? А если они не виновны, почему их объявляют дьяволами и признают преступниками в глазах нашего государства?
В журнале «Молла Насреддин» в статье под названием «Наши газеты» (№ 12, 31 марта 1911 года) писали:

Всем уважаемым читателям известно, что в Баку все мусульманские газеты были закрыты. Однако уважаемым читателям неизвестно, почему правительство закрывает газеты и арестовывает их авторов. Мы знаем причину и считаем своим долгом сообщить её мусульманским братьям. Причина в том, что, если бы эти закрытые газеты продолжали существовать, все мусульманские народы мира пробудились бы и начали бы развиваться с такой скоростью, что нанесли бы урон соседним государствам, включая российское правительство.
Спустя две недели, 13 апреля 1911 года, Ахмед бек Агаоглу, находившийся в Стамбуле, опубликовал в газете «Терджюман-и хакыйкят» статью под названием «Притеснения тюрок». Агаоглу писал:

Сегодня тридцать миллионов мусульман в России находятся под постоянным надзором, а точнее — под пытками. Любой человек, держащий в руках перо, умеющий говорить и способный просвещать общество, немедленно арестовывается, заключается в тюрьму. Газеты, книги, типографии подвергаются обыскам, изъятиям. Сотни людей без суда и следствия отправляются в ссылку в Сибирь, гниют в тюрьмах. Лица, связанные с Турцией, письма, газеты и книги, прибывающие из Турции, подвергаются преследованиям и конфискации... Те, кто арестован за защиту тюрок и тюркской культуры, в глазах простого народа станут героями. Таким образом, они достигнут того, чего не смогли добиться за многие годы при помощи пера, за одно мгновение.

## Галерея

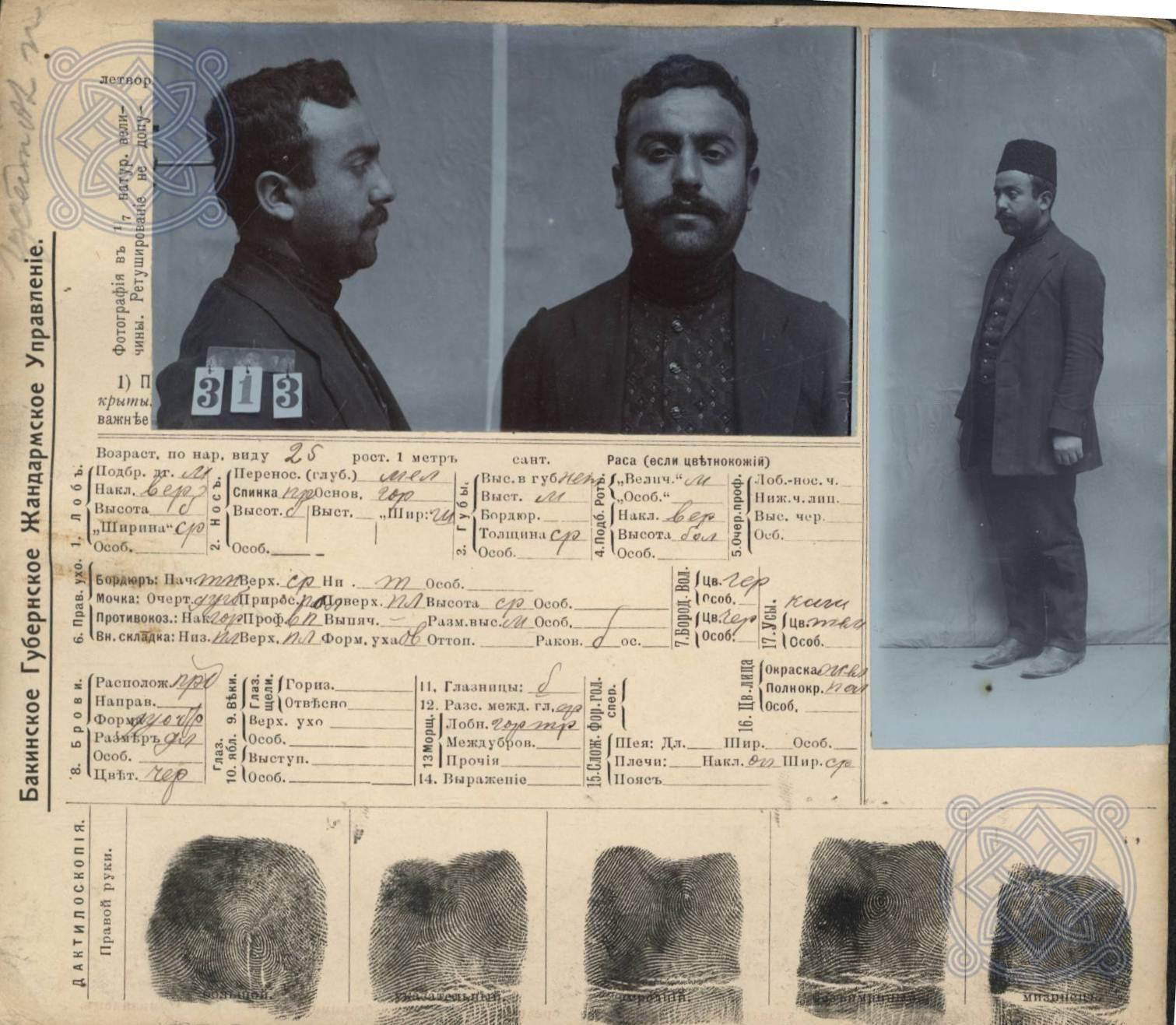
№ 313 заключённый Алиша Фараджулла оглы Гусейнов — издатель и редактор журнала «Ени фуюзат», работал в конторе Ашумова
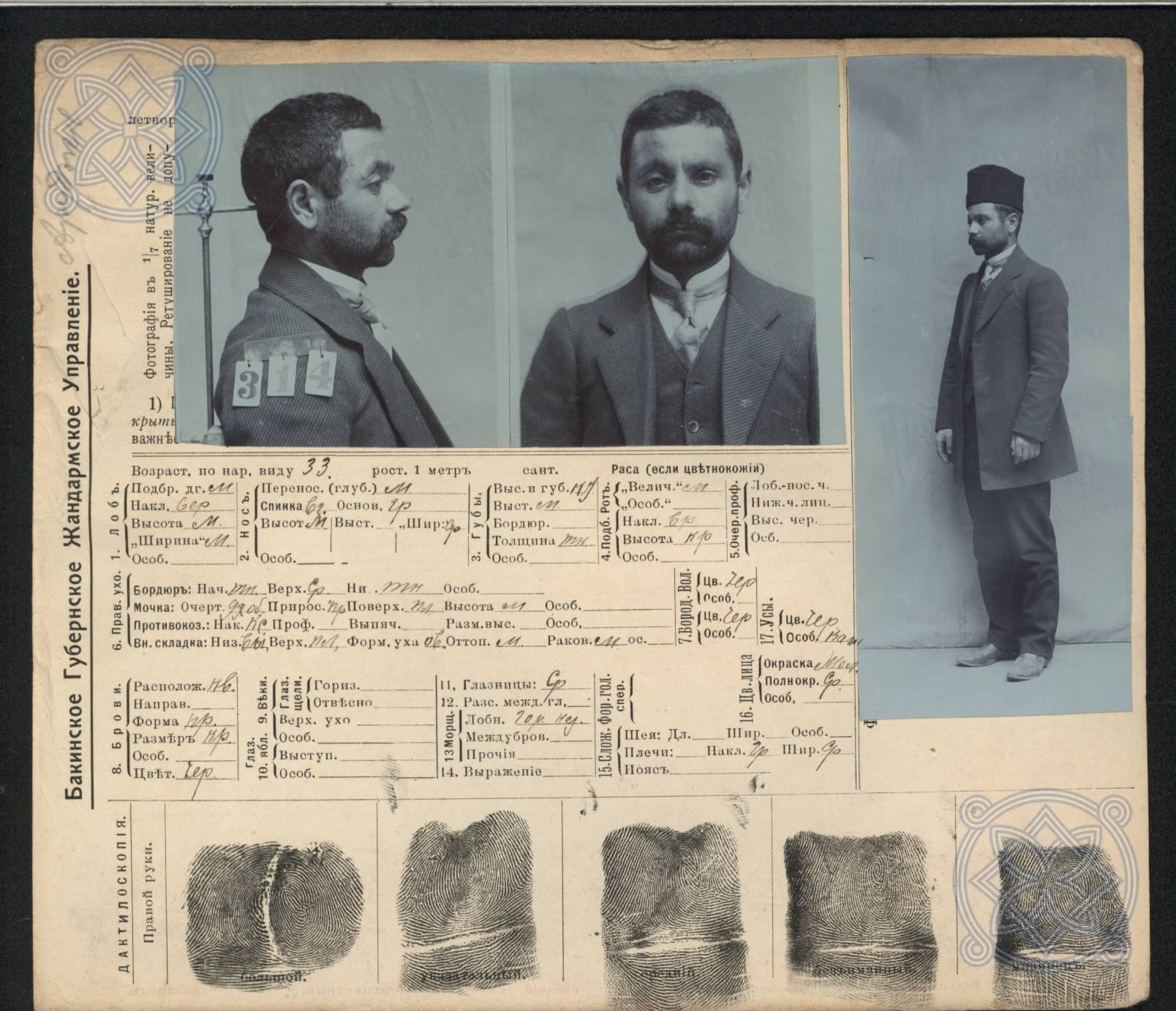
№ 314 заключённый Орудж Мешади Али оглы Оруджов — издатель и редактор газеты «Ени хагигат».
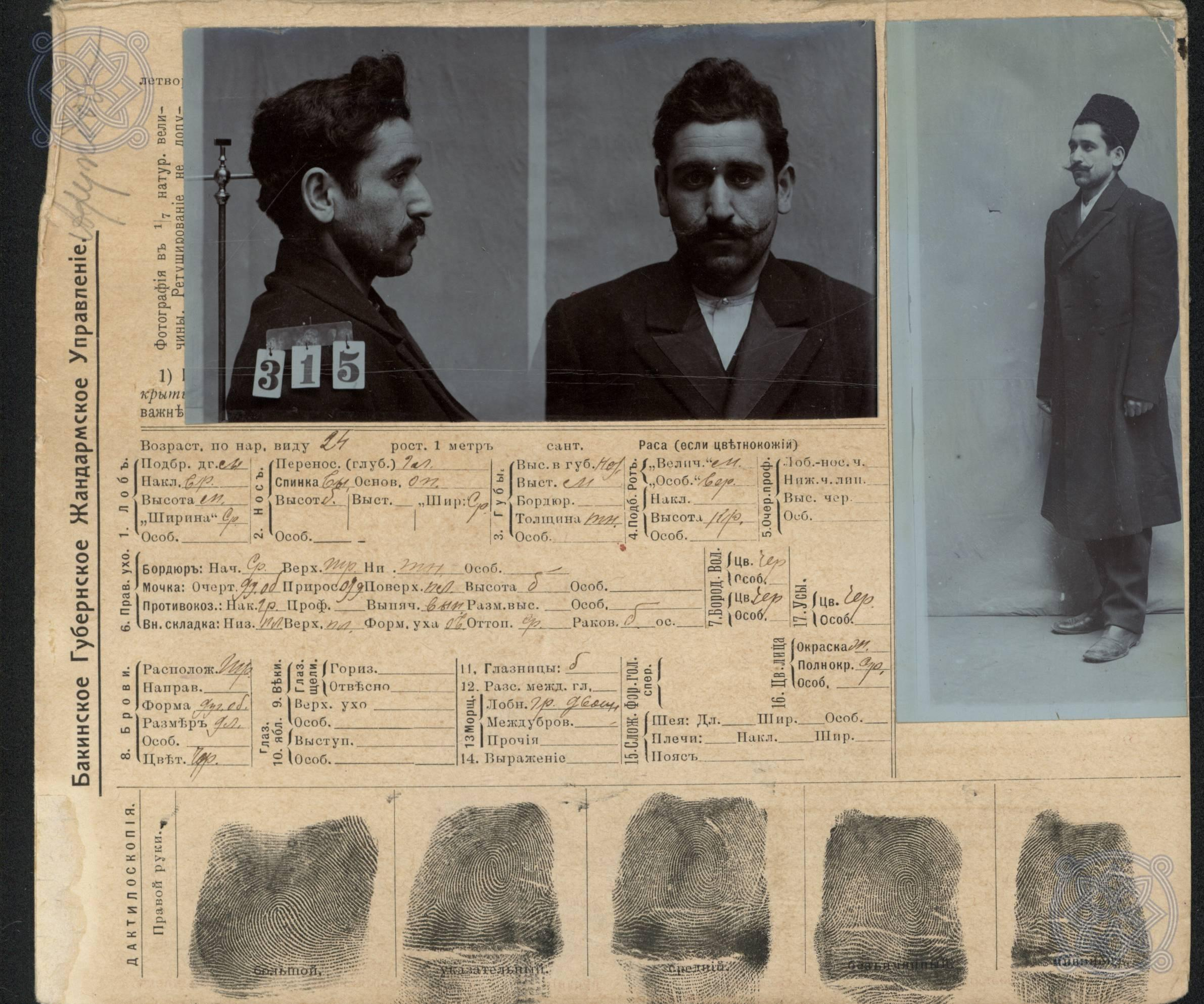
№ 315 заключённый Мухаммедсадык Молла Рухулла оглы Ахундов — сотрудник газеты «Ени хагигат».
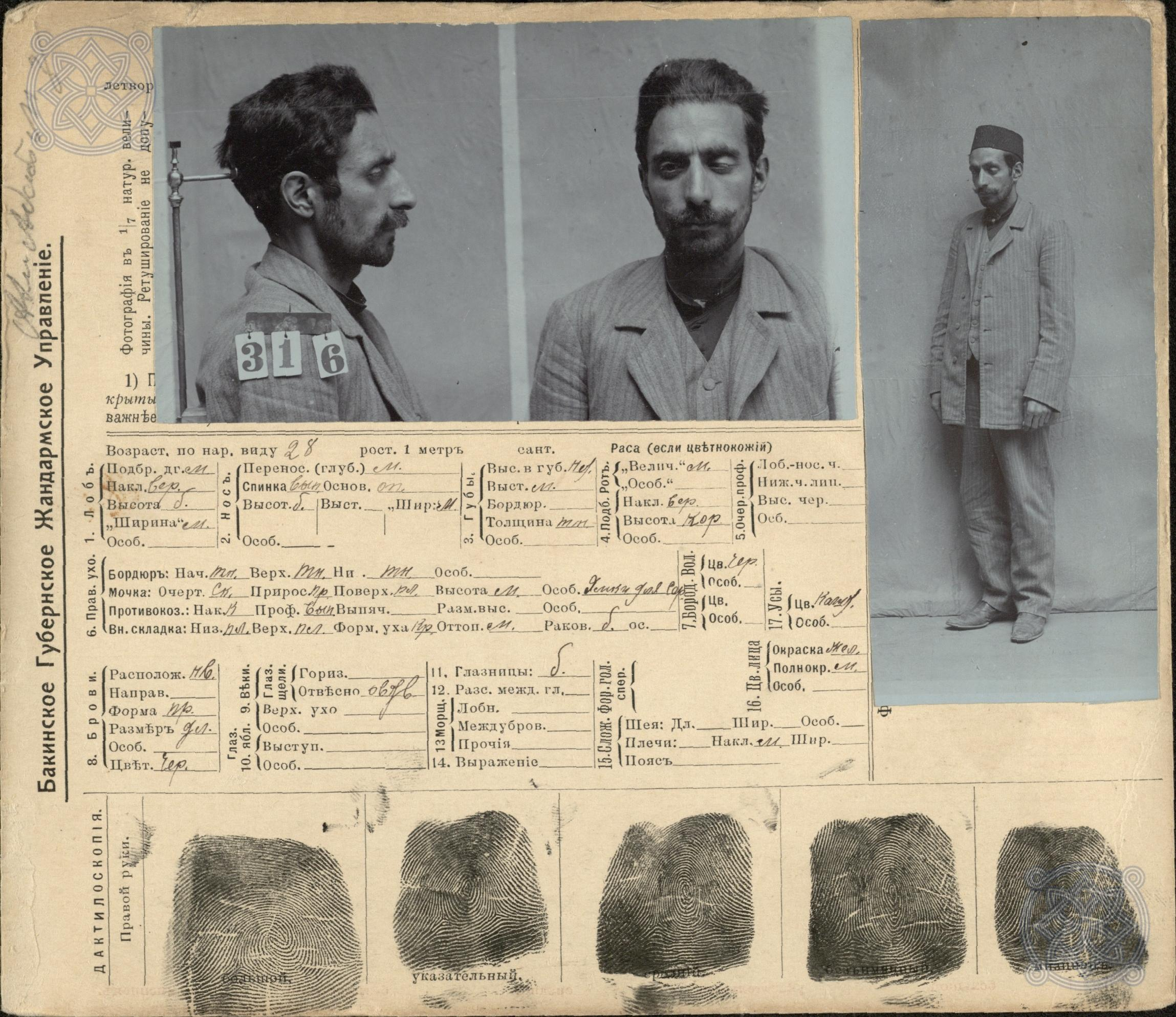
№ 316 заключённый Алиаббас Муталлибзаде — издатель и редактор журнала «Шехаби-сагиб».
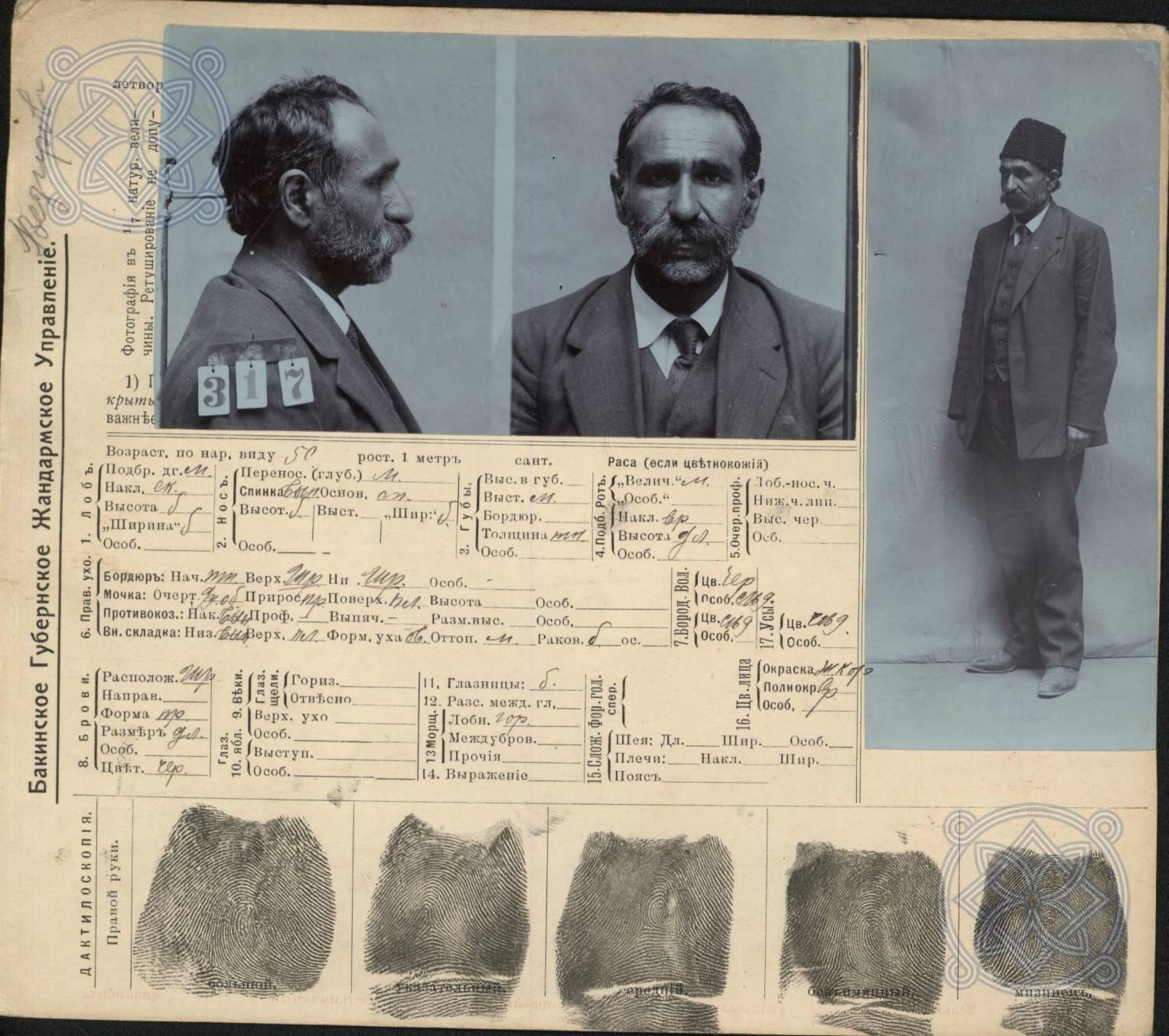
№ 317 заключённый Хашим бек Мириман бек оглы Везиров — издатель и редактор газеты «Седа».
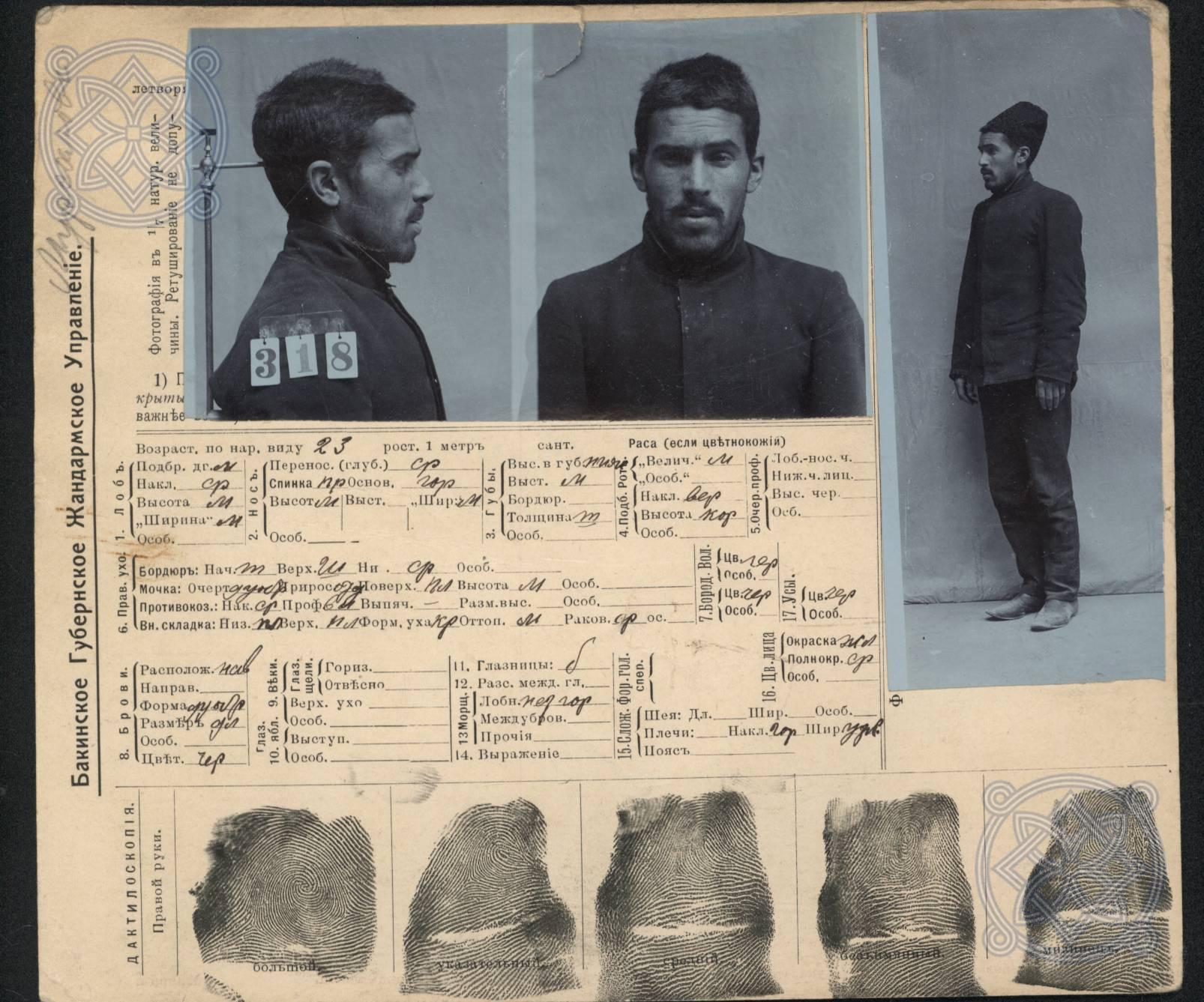
№ 318 заключённый Пиргулу Бабаверди оглы Мурсалов — готовился к экзаменам в реальном училище, работал в конторе газеты «Седа».
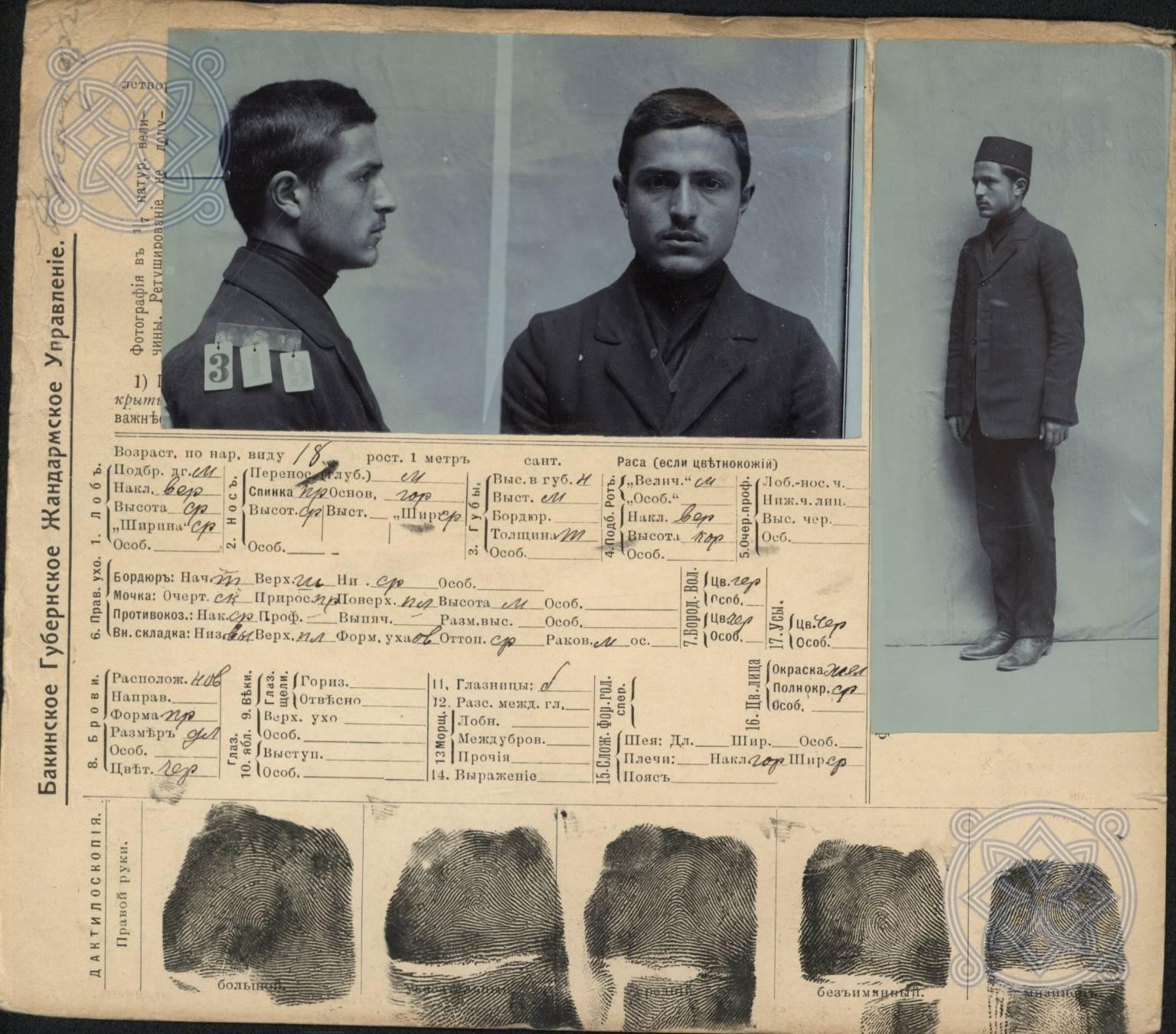
№ 319 заключённый Джафар Ходжа бек оглы Бюньядзаде — преподаватель азербайджанского языка в обществе «Нашри-маариф».
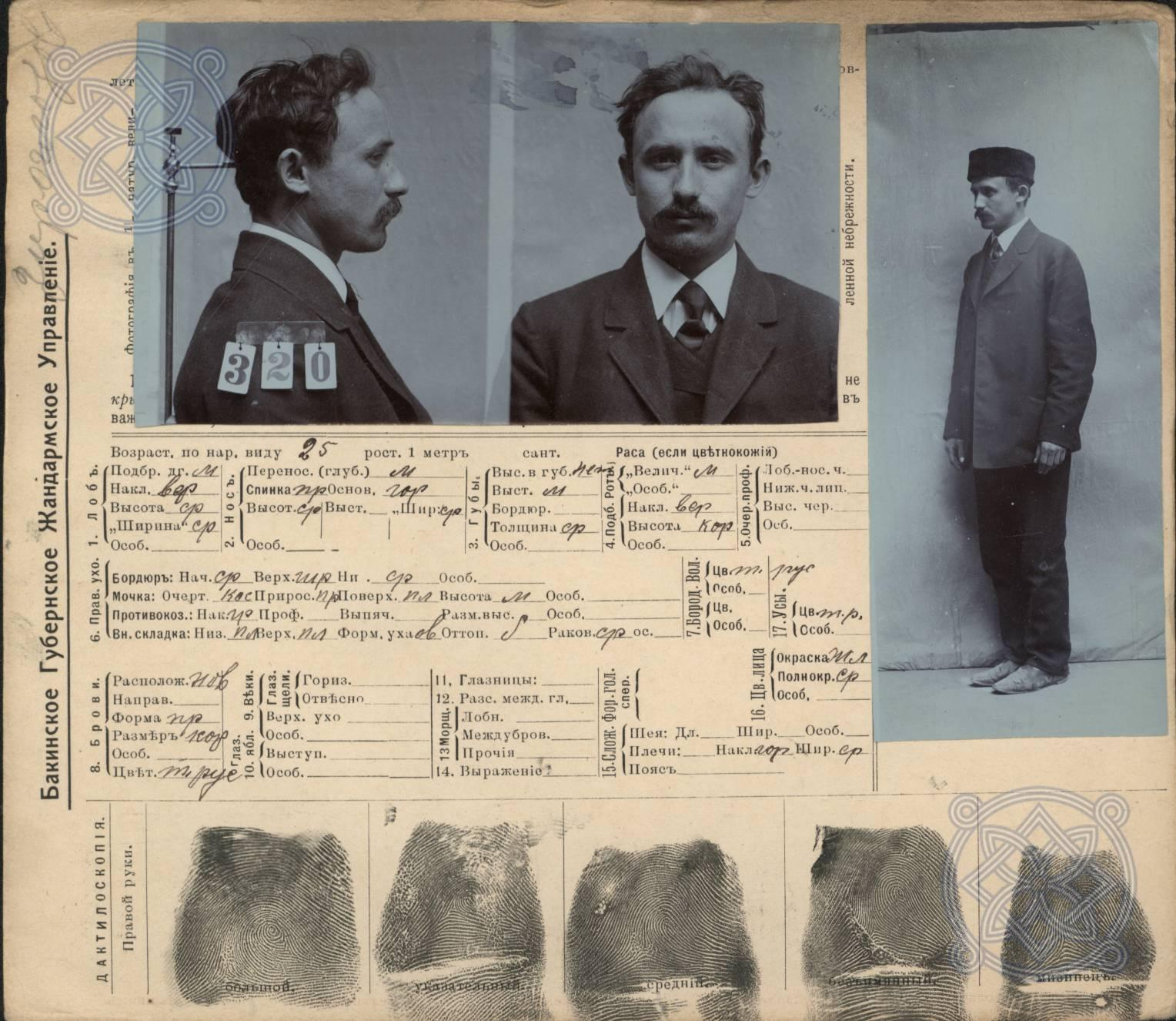
№ 320 заключённый Абдуррахман Хайбулов (Сероглазов) — сотрудник газеты «Седа».
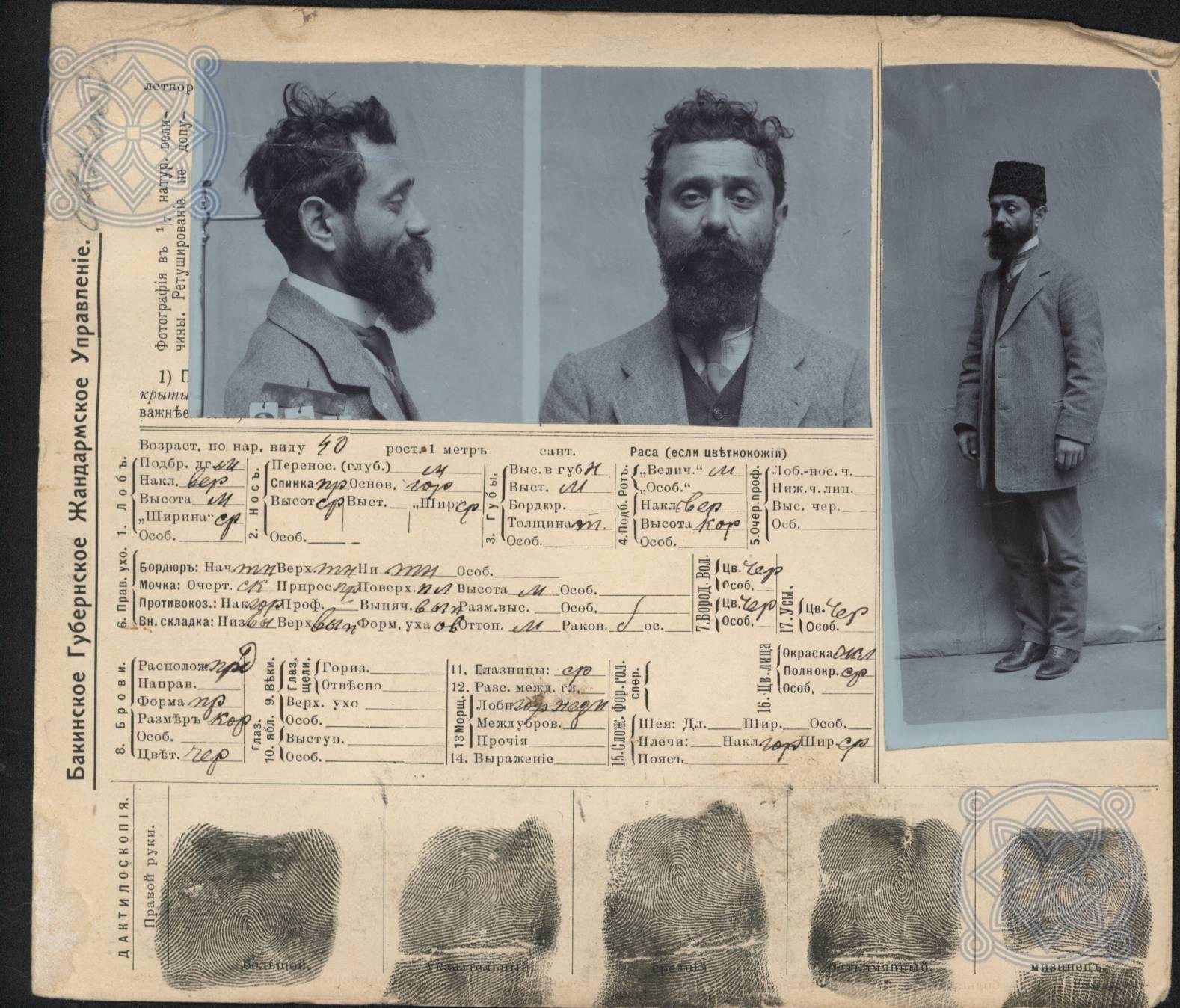
№ 321 заключённый Ахмед Камал Расим оглы — выпускник литературной школы «Дар-юш Шафак» в Константинополе (1900), частный преподаватель турецкого и французского языков.